# Propellern (sexuell uppvisning)

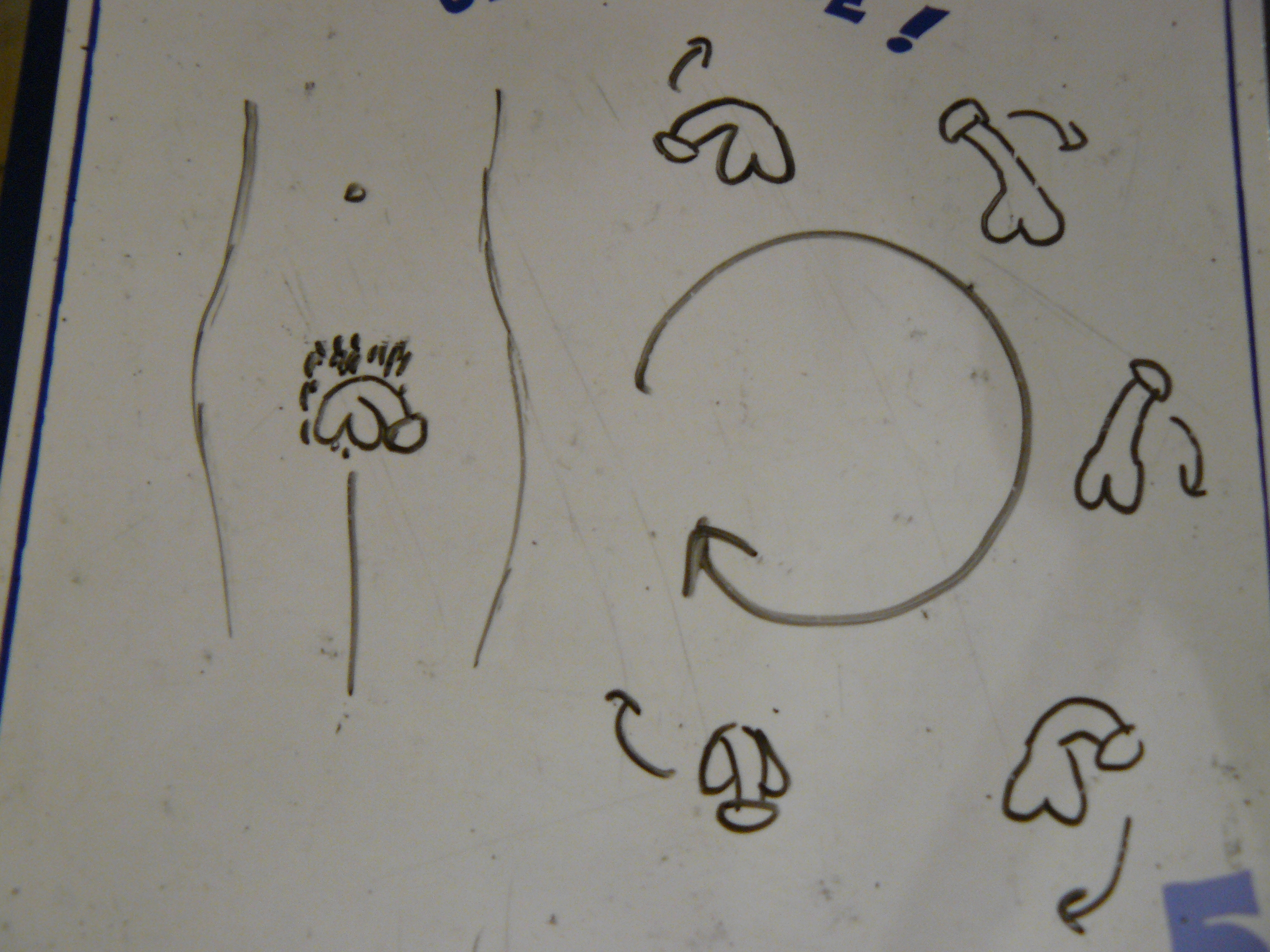
Uppritat schema över propellern.

Propellern eller helikoptern är en manlig sexuell uppvisningslek där en man med könsorganet i det öppna, alltså penisen, roterar sina höfter i en rörelse som får hans penis att snurra i en rörelse som imiterar ett flygplans propeller. En falsk propeller kan även göras med handen.